# 地溝油
地溝油（ちこうゆ、英: Gutter oil, sewer oil、中国語: 地沟油 / 地溝油、拼音: dìgōu yóu, 餿水油 (sōushuǐ yóu)）とは、主に中国において闇市場で流通している再生食用油のこと。工場などの排水溝や下水溝に溜まったクリーム状（あるいはスカム状）の油を濾過し、精製して食用油脂として使われる油。日本では下水油（げすいあぶら）と紹介されることも多い。また、ドブ油（どぶゆ）などとも言われる。
地溝油の収集、処理、再販売に特化した違法なサプライチェーンが、中国の規制当局によって発見された。中国の複数の高級レストランが、不法にリサイクルされた地溝油で調理していることが判明している。2012年に中国政府は、中国の製薬会社がセファロスポリン系抗生物質の製造の前駆物質として地溝油を使用したとして非難した。中国においては、石鹸、ゴム、バイオ燃料、プラスチック、化粧品などの製品を製造するための原料としても地溝油が使用されている。上海市では、2,000台以上のバスが地溝油から作られたバイオディーゼルで走っていたと報告されており、上海の多くのガソリンスタンドは地溝油から部分的に作られたガソリンを提供していた。
販売価格が正規の食用油の半額以下の価格であるため、地溝油ビジネスは2011年時点で年間2億元もの規模にまで成長しており、中国では社会問題化している。2011年には、中国のレストランで使用されている油の約1割が再生油であると推定された。中国の一部の露店やレストランにおいては、食用に適さない再生油を違法に使用して食品を調理したと報告されており、中国政府によるそのような施設に対する取り締まりへとつながった。2014年には地溝油を製造している2つの製造業者が北京市工商局によって摘発され、2.3トンの地溝油と違法な製品が発見されたことを人民日報が報じている。
台湾でも類似の粗悪油が食用に製造・流通していた事が発覚した。
地溝油は中国国外でも使用されている。たとえば、イギリスにおいては、ロンドンやリバプールなどの都市の下水道から掘り出されたファットバーグが後にバイオ燃料を生産するために処理されたと報告された。

## 歴史
最初に記録された地溝油の事例は、1985年に台湾で報告されたものである。その後の調査においては、台北市を拠点とする10年間の地溝油への関与で22人が逮捕された。最長の者は懲役7年の判決を受けた。
中国本土において最初に記録された地溝油の事例は、露天商がレストランのオイルトラップから得た油を販売していることが判明した事例であり、この事件は2000年に報告された。
2012年9月、中国の製薬業界において原料として地溝油が使用されている疑いの調査が明らかになった。台湾において発生した240トンの地溝油が関係する事件は、数百の企業と数千の飲食店に影響を及ぼし、その一部は海外に輸出された可能性がある。

### 背景
こうした危険な油が蔓延する背景には、下水から地溝油の製造に携わる人々の平均月収がエリートサラリーマン並の1万元にもなり、原料の収集から製造工程も含め地溝油で生計を立てている人々が多数存在することなどがある。購入する外食業者側も、調理に使って売却すれば自分の口には入らない。
これらの事件に対応して、中国政府は食用油市場への規制を強化し、地溝油関連の活動を禁止している。違反したものを罰するための一連の政策と法律も作成されており、国、地域と州または市の3つのレベルで厳しい監視が行われている。2013年3月には中華人民共和国国家食品薬品監督管理局 (CFDA) が設立され、中華人民共和国国家衛生与計画生育委員会国家標準化管理委員会などの専門機関と協力して、地溝油の製造、取引を規制している。一方で、政府の縦割り行政によって監督省庁がいくつにも分かれており、責任の所在があいまいで、政府の管理がおろそかなために禁止や取締りが行われにくいと指摘されている。

## 製造方法
マンホールの蓋を開け、下水道内の黒く濁り、赤みを帯びたのり状の物体を掻き出す。そして一昼夜かけて濾過した後、不純物を凝固させる薬品と共に煮詰めて精製、沈殿、分離など複数の工程を経て、再生食用油に仕上げる。悪臭を放っていた物質は、この工程によりほとんど無臭になり、腐敗したドロのような廃棄油は澄みきった食用油となる。
その後、通常の食用油に代わる安価な代替品としてパッケージされ、再販される。見た目や臭いだけでは地溝油と本物の食用油を見分けることは困難であるとされる。漂白剤は、地溝油の暗い色をより自然に見える色に変換するために使用される。また、アルカリ添加物は、高濃度の動物性脂肪によって引き起こされる異常なpH値を中和するために使用される場合がある。

## 利用
使用済みの油は1トンあたり859ドルから937ドルで購入可能であるが、洗浄および精製された製品は1トンあたり1,560ドルで販売される。地溝油は主に、石鹸、ゴム、バイオ燃料、化粧品など人間が摂取しない製品の原料として使用される。
しかし、食用油として販売することで得られる価格は、化学またはエネルギー産業に販売する場合よりもはるかに高いため、精製業者は食用油として販売する場合がある。中国などにおける一部の低価格のレストランにおいては、地溝油を販売するために油のリサイクル業者と長期購入契約を結んでいる場合がある。中国の料理においては油を用いる場合が多く、一般的に油に大きく依存しているため、食用油の代わりに地溝油を使用すると安く提供する事が可能となる。

### バイオ燃料としての利用
KLMオランダ航空は地溝油をバイオ燃料の材料として導入を進めている。2012年7月中旬に上海から2000トンが出荷され、今後は中国各地から年間12万トンが供給される予定と報じられている。研究者は「1H NMR (proton nuclear magnetic resonance)」「MALDI-MS (matrix-assisted laser desorption/ionization-mass spectrometry)」「HPLC (high-performance liquid chromatography)」などを用いて地溝油の様々な成分を特定することに取り組んでいる。バイオ燃料を生産するための地溝油の利用は、さまざまな化学的および酵素的方法を使用して調査されている。
2022年9月には、中国国営の中国中央電視台が、日本の空港が初めて地元企業（ユーグレナ）が生産した持続可能な航空燃料（SAF「サステオ」）を搬入したが、その原料の一部が地溝油であると報じた。「サステオ」は使用済みの食用油や微細藻類のユーグレナから抽出されたユーグレナ油脂などを原料に使用し、石油系ジェット燃料と混合したバイオ燃料で、化石燃料との比較で約80％の二酸化炭素排出量軽減が可能という。日本では年間約50tの食用油が廃棄されるが、使用済み食用油の回収率は80％前後と伝えられた。この報道に、中国のネット上の評判はおおむね良好であった。

## 毒性
地溝油は有毒であり、下痢や腹痛を引き起こすことが示されている。地溝油に含まれる最も致命的な毒素はアフラトキシンとベンゾピレンである。これらは既知の物質の中でも最も発がん性の高いものであり、長期間の摂取によって胃がんや肝臓がんにつながる可能性があることが示唆されている。
さらに、地溝油サンプルの一部には多環芳香族炭化水素が含まれていたことが報告されている。これは、正常な食用油や加熱処理した食物にも含まれるが、発がん性が示されている物質である。
いずれの物質も必ずしも含まれているとは限らないが、摂取する場合の危険性が存在していることを考慮しなければならない。

## 各国の実態

### 中国大陸
以前から噂はあり、一部の報道により2005年ごろまでにはその存在が知られていたが、中国の全国紙「中国青年報」が2010年3月17日に報じた「围剿地沟油（地溝油を包囲殲滅しよう）」という記事で、その存在が公のものとなった。
その後、中国国内で人民的関心事に発展し、「中国青年報（2010年3月17日）」による報道以降、2010年5月現在、今も連日繰り返し報道されている。その中には国営テレビ局（CCTV）も含まれており、同局の看板ニュース番組「新聞1+1」でも取り上げられた。中華人民共和国国家食品薬品監督管理局などの当局による厳しい規制に加え、地溝油の製造業者に対する死刑が執行されていながら、未だに生産は行われていることが報告されている。
中国で全国食糧と油標準化委員会油料油脂チーム長を務めている湖北省の武漢工業大学の何東平教授は、年間200万から300万トンの地溝油が現在レストラン等で利用されていると推測する。中国全土の動物油と植物油の年間使用量が2250万トンであるが、食用植物油の生産量は2000万トンに過ぎない。この差が、地溝油であると推測する。全体の1割程度以上の規模であり、10回外食をすると、そのうち1回は地溝油を食している計算になる。さらに、地溝油と的確な食用油を効果的に区別する測定技術が未発達であるため、警察によって摘発された10の地溝油サンプルの内2つしか識別されないなど、食用油市場を監視する上での問題になっている。
このため、中国人の中には外食をする際にレストランへ手持ちの食用油を持ち込み、使用を依頼する者もいる。

### 台湾
台湾の警察は2014年9月5日までに、屏東県の密造工場と、日本企業が出資する食用油製造会社「強冠」を摘発した。台湾での発覚は約30年ぶり。
飲食店などから回収した食用油の廃油や家畜の内臓や皮革から抽出した油を利用した粗悪油を、密造工場から購入していた強冠が、ラードに混ぜて業務用として販売していたとしている。
これまでに食品メーカー235社が原料として購入していた。流通量は700トンを超えると推計されている。

## 日本での報道
2006年12月15日付の日経ビジネスオンライン上にて、住友商事総合研究所、中国専任シニアアナリストの北村豊により「え! 中国では下水溝から食用油が作られる?」と題するレポートで2006年8月2日に浙江省温嶺市新河鎮塘下村にある豚油加工企業「繁昌油脂廠」が地溝油を製造していた現場に対して、浙江省台州市衛生監督所による立ち入り検査から地溝油の押収までの様子が紹介された。
台州市衛生監督所の調査によると、繁昌油脂廠は「下水溝に溜まった油を原料として食用ラードを生産している」という通報を受け、調査を始めたところラードの包装缶にマークが入っていないことを発見し、関連規則違反として生産の一時停止命令を出したが、昼間は生産停止を装い夜間に操業をおこない、監督部門の退勤後、早朝まで操業していた。このため執行官らは繁昌油脂廠の監視と製品の追跡という両面作戦から販売店を割り出し、繁昌油脂廠の製品20数缶を発見し、サンプルを台州市疾病予防センターに分析を依頼し、食用ラードの油の酸化の指標である酸価値が国家基準（1.5ミリグラム）の11倍にあたる、1グラム当たり17ミリグラムを超えていることを突き止めた。また他の販売店から採取したサンプルからは、劇毒の農薬である「666」と「DDT」が、1キログラム当たり0.027 - 0.088ミリグラム検出された。
台湾での同様の事件についても、「台湾でも」等と報じられた。

## 地溝油問題を扱った作品
- エッセイ・コミックス『北京いかがですか?』収録『B級グルメ・マイブーム三連発』（作：小田空、集英社）